# منصوره، ریف دمشق
منصوره (به عربی: المنصورة) یک روستا در سوریه است که در استان ریف دمشق واقع شده‌است. منصوره ۸۷۸ نفر جمعیت دارد.